# Chivasso
Chivasso é uma comuna italiana da região do Piemonte, província de Turim, com cerca de 23.283 habitantes. Estende-se por uma área de 51 km², tendo uma densidade populacional de 457 hab/km². Faz fronteira com Mazzè, Caluso, San Benigno Canavese, Montanaro, Rondissone, Verolengo, Volpiano, Brandizzo, San Sebastiano da Po, Castagneto Po, San Raffaele Cimena.

## Demografia
| Variação demográfica do município entre 1861 e 2011                               |
|                                                                                   |
| Fonte: Istituto Nazionale di Statistica (ISTAT) - Elaboração gráfica da Wikipedia |